# Neuchâtel
 Ovo je glavno značenje pojma Neuchâtel. Za druga značenja pogledajte Neuchâtel (razdvojba).
Neuchâtel je glavni grad švicarskog kantona Neuchâtel, te distrikta Neuchâtel. Grad se nalazi na obali istoimenog jezera, na južnim obroncima Jurskog masiva.
Neuchâtel je prvi put spomenut 1011. godine. Lokalni knezovi su upravljali ovim teritorijem sve do 1458., kada postaje posjed dinastije Orléans-Longueville koja njime upravlja sve do 1707. godine. Nakon toga vlast preuzimaju pruski kraljevi u čijim je rukama Neuchâtel bio sve do 1848. Grad i kanton Neuchâtel dio su Švicarske od 1814. godine.
Budući da je ovo najvažniji grad u regiji, gospodarstvo grada je oduvijek bilo vezano za upravu, te za poljoprivredu (uzgoj vinove loze). Od 18. stoljeća važan faktor postaje međunarodna trgovina, te sekundarni (urarstvo) i tercijarni sektor. U prelasku s 19. na 20. stoljeće u turističke svrhe izgrađeni su mnogi hoteli. Turizam je postao važna gospodarska aktivnost zahvaljujući razvoju željeznice. Nekad dominantnu industriju u gradu su danas zamijenile nove visoke tehnologije i turizam.
Neuchâtel je poznat po svom sveučilištu i nogometnom klubu. Ovaj grad bio je jedan od domaćina izložbe Expo.02.

## Etimologija
Ovaj grad bio je poznat po latinskim nazivima Novum Castellum, Novum Castrum (12. stoljeće), Neocomum (16. stoljeće, kakografija) te romanskim nazivima Nuefchastel, Neufchastel, Neufchatel sve dok nije sredinom 18. stoljeća dobio današnji oblik Neuchâtel.} Svi ovi nazivi imaju jedno značenje: „novi dvorac“, što se odnosi na dvorac koji je ovdje podignut krajem 10. stoljeća. Germanski utjecaj na ime ovog grada vidi se u tome što se pridjev „novi“ nalazi ispred riječi „dvorac“ umjesto iza što je uobičajnije.
Na njemačkom jeziku grad je bio poznat pod nazivima Nienburg, te Nuvenburch, Nüwenburg da bi od 1725. bio poznat pod nazivom Neuenburg.
Na frankoprovansalskom Neuchâtel se piše Nœchâtél ili Nôchâtél, a izgovara se [nʧa'ti].

## Povijest
Povijest grada Neuchâtela najvećim dijelom poklapa se s poviješću kantona Neuchâtel. Grad je stoljećima zadržao ulogu upravnog središta kantona.

### Ranija povijest
U gradu postoji nešto malo tragova rimskog razdoblja, inače postoji vrlo malo podataka o ovom mjestu prije drugog tisućljeća. Područje Neuchâtela je, isto kao i cijeli švicarski plato i susjedna Francuska, bila dio države Burgunda koja je kasnije postala Burgundija. Za vrijeme ovog kraljevstva Neuchâtel je postao dio Svetog Rimskog Carstva.
Najstariji dokument koji spominje grad Neuchâtel (Novum Castellum) datira iz 1011. godine. U ovom dokumentu burgundski kralj Rudolf III. nudi ovu regiju svojoj ženi Irmengardi.
Godine 1032., Konrad II., car Svetog Rimskog Carstva dobiva krunu Burgundije. Grof Odo II. Blois koji sudjeluje u ratu za burgundijsko nasljedstvo zauzima dvorac Neuchâtel 1033. i opsjeda grad 1034. godine.
U 13. i 14. stoljeću grad se proširio istočno od Seyona. Razdoblje vladavine kneževa Neuchâtela traje sve do 1457., kada zadnji grof Ivan Friburški, umire bez muškog nasljednika što pokreće sukob oko vlasništva nad kneževinom.
Glavni akteri u svađi oko nasljedstva nad kneževinom bili su Rudolf Hochberg i oranžski knez Luj II. Jedan od razloga zašto je Luj II. smatrao da kneževina treba pripasti njemu između ostalog bila je i činjenica što je Ivan Friburški bio 1416. oženio njegovu sestru Mariju Châlonsku. Rudolf Hochberg tvrdio je da je direktan potomak djeda Ivana Friburškog i da ima podršku građana. Na kraju, 1458., on i dobiva vlast nad Neuchatelom.
Rudolfov sin Filip bio je najbogatiji knez Neuchâtela nad kojim je vlast preuzeo 1487. godine. Oženio je nećakinju Luja XI., Mariju Savojskugg te nastavio stvarati saveze tijekom cijele svoje vlasti, posebice s Bernom i Fribourgom. Nakon njegove smrti 1503., jedini nasljednik postaje njegova kći Ivana. Godinu dana kasnije nju ženi Luj Orleanski i on postaje novi vladar Neuchâtela. Godine 1540., u vrijeme njegove vladavine propovjednik Guillaume Farel u tom području širi protestantsku reformaciju. Dinastija Orléans vlada gradom sve do smrti Marije de Nemours 1707. godine.

### Od 18. stoljeća do danas
Na ispražnjeno mjesto vladara Neuchâtela pojavilo se petnaestak mogućih nasljednika. Na kraju su građani kao novu vlast odabrali pruskog kandidata, jer su Prusiju smatrali dovoljno jakom na zaštiti grad i dovoljno dalekom da se ne miješa u lokalne poslove Neuchâtela. Godine 1707., kanton postaje prusko vlasništvo, a gradski dvorac lokalno sjedište Fridrika I.
Za vrijeme pruske vlast grad doživljava procvat, posebice zahvaljujući trgovcima i gradskim mecenama kao David de Pury i Alexandre Dupeyrou. Bogatstvo ove dvije obitelji omogućilo je gradnju više lijepih zgrada u gradu i lokalne radove.
Napoleon je Neuchâtel osvojio 1806., te ga dao na upravljanje maršalu Berthieru.
Neuchâtel je u Švicarsku Konfederaciju ušao zajedno sa Ženevom i Valaisom 1814., a federalni sporazum potpisan je 1815. godine. Pruski kralj ostao je vladar Neuchâtela sve do revolucije 1848. godine. U međuvremenu u gradu su izvršeni vrlo važni radovi na rijeci Seyon. ZA vrijeme pobune revolucionari su u grad došli iz La Chaux-de-Fondsa, te u gradskom dvorcu 1848. proglasili republiku. Iako su nekoliko puta izvršeni pokušaji kontrarevolucije Neuchâtel je ostao dio konfederacije sve do danas.

## Zemljopis
Grad Neuchâtel nalazi se na lijevoj obali jezera Neuchâtel u zapadnom dijelu Švicarske, dvadesetak kilometara od francuske granice. Grad je udaljen 38 kilometara zapadno od Berna, 106 km sjeveroistočno od Ženeve i 74 km istočno od Besançona. Neuchâtel se nalazi u rajno-ronskoj metropolitanskoj regiji.
Unutar područja općine nalaze se i naselja Chaumont, La Coudre, Serrières i Monruz. Neuchâtel graniči s općinama Valangin, Peseux, Auvernier, Hauterive, Saint-Blaise, Fenin-Vilars-Saules, Savagnier, Enges i Cressier.

### Hidrologija
Kroz Neuchâtel prolazi rijeka Seyon koja je preusmjerena u tunel od 1843. godine. Rijeka se ulijeva u jezero Neuchâtel, koje je najveće jezero koje se u potpunosti nalazi na švicarskom teritoriju, površine od 217 km². Izvor Seyona je u Villiersu, a prije ulaska u Neuchâtel prolazi kroz Val de Ruz. Povijesni centar grada nalazi se na desnoj obali rijeke. Iako rijeka nije plovna, igrala je važnu ulogu za industrijski razvoj Neuchâtela, jer je vodenom energijom opskrbljivala gradske mlinove.

## Politika

### Općina
Zakonodavno tijelo grada Neuchâtela je glavno vijeće (conseil général) koje se sastoji od 41 člana, dok je izvršno tijelo općinsko vijeće (conseil communal) koje se sastoji od pet članova izabranih na mandat od četiri godine. 
Od 2004. do 2008., glavno vijeće sastojalo se od 16 vijećnika iz Socijalističke partije, 6 iz Švicarske liberalne stranke/Nacionalne napredne stranke, 5 iz Radikalno demokratske stranke, 8 iz raznih ljevičarskih stranka (Zeleni, Radnička i narodna partija i SolidaritéS), 5 iz Demokratske zajednice centra, te jednog nezavisnog vijećnika. U istom razdoblju, općinsko vijeće sastojalo se od dva socijalista, jednog zelenog, jednog radikala i jednog liberala. 
Predsjednika općinskog vijeća vijeće izabire na mandat od jedne godine. Službeno gledano ne postoji gradonačelnika Neuchâtela, nego tu funkciju obavlja predsjednik vijeća.

### Kanton i konfederacija
Kanton
Od 115 zastupničkih mjesta u Velikom vijeću (kantonalni parlament), distrikt Neuchâtel je najzastupljeniji, s 35 zastupničkih mjesta. Od toga 22 mjesta rezervirana su za predstavnike iz grada Neuchâtela. U razdoblju 2005. – 2009., uspostavljen je točan omjer muških i ženskih zastupnika. 9 iz Socijalističke partije, 4 iz Nacionalne napredne stranke, 3 iz Radikalno demokratske stranke, 3 iz stranke Zelenih, 1 iz Demokratske zajednice centra, 1 iz SolidaritéS, 1 iz Radničke i narodne partije.
Od 1848., Velikim vijećem je 31 put presijedao predstavnik iz Neuchâtela (jednogodišnji mandat od 1860.).
Konfederacija
Od 1848., tri savezna vijećnika (članova vlade) koji su predstavljali kanton bili su iz ovog grada i to svi iz Radikalno demokratske stranke : Eugène Borel (1873. – 1875.), Louis Perrier (1912. – 1913.) i Max Petitpierre (1945. – 1961.). Četvrti, radikal Didier Burkhalter, došao je na tu funkciju 1. studenog 2009. godine.
U Švicarskom nacionalnom vijeću (donji dom parlamenta), od pet zastupnika kojima raspolaže kanton Neuchâtel, dosad ni jedan nije bio iz grada Neuchâtela, nego su svi bili iz drugih općina u ovom kantonu.
U gornjem domu parlamenta gdje kanton ima pravo na dva zastupnika, od 3 prosinca 2007. nalazi se radikal Didier Burkhalter koji je iz ovog grada.

### Zbratimljeni gradovi
- Besançon, Francuska (1975.)
- Aarau, Švicarska (1997.)
- Sansepolcro, Italija (1997.)

## Stanovništvo
Razvoj stanovništva
Prema Saveznom uredu za statistiku u Neuchâtelu je possède 2008. živjelo 32.333 stanovnika. Gustoća stanovništva bila je 1.791 stan./km².
S 32.914 stanovnika prema službenom saveznom popisu stanovništva iz 2000., glavni grad kantona je drugi grad po naseljenosti u kantonu, nakon La Chaux-de-Fondsa koji je imao 37.016 stanovnika.
U vremenu prije pruske vlasti u Neuchâtelu nije bilo popisa stanovništva. Stanovništvo grada je u periodu između 1800. i 1950. poraslo s 4.017 na 27.998 stan., što je sedmerostruko povećanje broja građana. Najveći broj stanovnika ovaj grad je imao 1970. (38.784 stan.), ali nakon krize u urarstvu broj se smanjio na 32.914 stan. 2000. godine, što je pad od 15% u 30 godina. u istom razdoblju broj stanovnika Švicarske narastao je za 15,7%, a broj stanovnika kantona smanjio se za 1%. U godini 2005., boj stanovnika vratio se na prijašnju najvišu razinu.
Stranci
Broj stranaca koji žive i rade u ovom gradu je desetljećima u stalnom porastu. Od 1.693 stanovnika (6 % ukupnog stanovništva) 1950., broj je porastao na 7.193 (20,9 %) 1980., preko 9.329 (27,8 %) 1990., sve do 10.113 (30,7 %) 2000. godine. Udio stranaca je već od ostatka kantona gdje oni u prosjeku čine 23,2% stanovništva.
Religija
Prema podacima iz 2006., najveći je udio katolika među stanovništvom Neuchâtela (38,7%), nakon kojih slijede protestanti (32,3%), 19% stanovnika izjašnjavaju se kao ateisti, a 3,2% kao muslimani. Ostatak stanovništva čine sljedbenici drugih religija ili neizjašnjeni.

### Aglomerizacija
Ukupni broj stanovnika u aglomerizacijskom području, koje uz Neuchâtel uključuje i općine Auvernier, Bevaix, Bôle, Boudry, Colombier, Corcelles-Cormondrèche, Cortaillod, Peseux, Rochefort, Cornaux, Hauterive, Marin-Epagnier, Neuchâtel, Saint-Blaise, Thielle-Wavre, Fenin-Vilars-Saules te Savagnier popeo se na 77.832 stanovnika 2000. godine. Po broju stanovnika ovo je sedamnaesta aglomerizacija u zemlji.

## Gospodarstvo

### Struktura
U gradu Neuchâtelu postoji 2301 poduzeće (2001.), što čini 69,7 % udjela u distriktu i 23,1 % udjela u kantonu. Što se tiče broja zaposlenosti grad ima još veće značenje, jer lokalno gospodarstvo ima 34.270 zaposlenih, što je 73,76 % od ukupnog broja u distriktu, te 29,7 % u kantonu.
|                 | Primarni     | Sekundarni      | Tercijarni       |
| --------------- | ------------ | --------------- | ---------------- |
| Poduzeća        | 26 (1,13 %)  | 291 (12,64 %)   | 1.984 (86,22)    |
| Broj zaposlenih | 162 (0,64 %) | 5.613 (22,21 %) | 19.488 (77,14 %) |

Relativno slaba važnost glavnog grada kantona u kantonalnom gospodarstvu rezultat je uravnoteženosti ekonomskih aktivnosti po cijelom teritoriju kantona. Tako grad dijeli ekonomski značaj s mjestima La Chaux-de-Fonds, Boudry i Le Locle. Samo La Chaux-de-Fonds ima približno jednaku gospodarsku važnost kao Neuchâtel.
U prosincu 2007., posao je u gadu tražilo 732 osobe, što znači da je gradska stopa nezaposlenosti 4,2 %, nasuprot 3,4 % u distriktu, 3,6 % u kantonu, te 2,7 % u konfederaciji.
Najveći poslodavci u gradu su Philip Morris (bivši Fabriques de Tabacs Réunies) s 1.200 zaposlenih u tvornici duhana i u međunarodnom centru za istraživanje i razvoj, Savezni zred za statistiku (OFS) s 565 zaposlenih, biotehnološko poduzeće Baxter Bioscience, 440 zaposlenih, urarsko poduzeće Bulgari, 400 zaposlenih, kemisko i metalurgijsko poduzeće Metalor, 397 zaposlenih, tehnološki centar Centre suisse d'électronique et de microtechnique (CSEM), 272 zaposlenih, te dizajnersko poduzeće Autodesk, 220 zaposlenih.

### Industrija
Iako poznat po svojoj urarskoj industriji, danas je Neuchâtel postao centar visoke i mikrotehnološke industrije. Ova transformacija potican je od strane urarskog sektora, a kasnije i od države. Godine 1962., više proizvođača satova udružilo se u zajednički projekt stvaranja sata budućnosti, te su osnovali Elektronički Urarski Centar (Centre Électronique Horloger ili CEH) u Neuchâtelu. CEH je 1967. prvi stvorio kvarcni sat
Sveučilište u Neuchâtelu je 1975., stvorilo Institut za mikrotehniku (Institut de microtechnique). Godine 1984., CEH i ostala istraživačka društva iz kantona su uz potporu Konfederacije osnovali Švicarski centar za elektroniku i mikrotehniku (Centre Suisse d'Électronique et de Microtechnique). Ovi instutiti doveli su do osnivanja više od dvadeset poduzeća koja se bave visokom tehnologijom u gradu, što je stimuliralo i zapošljavanje.

## Promet

### Brodski prijevoz
Brodski je prijevoz dugo bio najbrži oblik prometa po u području švicarskih jezera. Pronađeni su ostaci velikih brodova iz prapovijesnog razdoblja kojima su se prevozili putnici i roba uzduž jezera Neuchâtel. Prvi parobrod koji je služio kao srestvo javnog prijevoza jezerom bio je Union (od 1826. do 1828.), a zamijenio ga je Industriel kojeg je financirao Philippe Suchard.
Nakon dolaska željeznice, ovaj oblik prijevoza počeo se koristiti gotovo isključivo u turističke svrhe.

### Željeznički prijevoz
Željeznica je u Švicarsku stigla 1844. godine. Prva pruga u kantonu Neuchâtel izgrađena 1857., povezivala je Le Locle i La Chaux-de-Fonds.
Pruga Neuchâtel - Yverdon otvorena je 1859., a nakon nje su brzo uslijedile i pruge Neuchâtel - Pontarlier, Neuchâtel - La Chaux-de-Fonds i Neuchâtel - Bienne 1860. godine. Prugu Pariz - Neuchâtel izgradilo je 1890. poduzeće Paris-Lyon-Méditerranée. Direktna veza Neuchâtel - Bern uspostavljena je 1. srpnja 1901.
Od 1987. kroz Neuchâtel prolazi TGV na liniji Bern - Pariz.
Danas je željezničkim putem Neuchâtel udaljen 40 minuta od Berna, 78 min. od međunarodne zračne luke u Ženevi, 85 min. od Basela, skoro dva sata od međunarodne zračne luke u Zürichu, skoro četiri sata od Milana, te četiri sata od Pariza.

### Javni prijevoz
Javni prijevoz u gradu odvija se tramvajima, žičarom i trolejbusima. Uz iznimku pruge prema Boudryju, sve su tramvajske linije bile na konjski pogon do 1897. kad je grad elektrificiran. Prva žičara Écluse - Plan (1890.) povezivala je stari grad s brdskim četvrtima. Godine 1892., izgrađena je žičara u Serrièresu koja je spajala Suchardove tvornice sa željezničkim kolodvorom. Prestala je s radom 1953. godine.
Gradom su vozili i tramvaji na plinski pogon te parni vlakovi. Tramvaji na konjski pogon na liniji Neuchâtel - St-Blaise zamijenjeni su trolejbusima 1957. godine. Tijekom idućih nekoliko godina veliki broj tramvajskih linija je zamijenjen trolejbusima. Godine 1910., Neuchâtel je povezan s La Coudreom tramvajskom linijom, a La Coudre s Chaumontom žičarom. U 1960-ima i ta je linija prenamijenjena u trolejbusnu.
Godine 2001., otvorena je uspinjača koja povezuje sveučilište s kolodvorom.

## Kultura
S obzirom na svoju veličinu, Neuchâtel je grad s puno raznih događanja i mnoštvom kulturnih institucija.

### Muzeji
- Muzej povijesti, umjetnosti i automata Jaquet-Droz
- Prirodoslovno-povijesni muzej
- Etnografski muzej u Neuchâtelu
- Centar Dürrenmatt Neuchâtel, posvećen književnosti i vizualnoj umjetnosti
- Laténium, park i arheološki muzej
- Javna i sveučilišna knjižnica

### Kazališta
- Le Théâtre du Passage, novo kazalište osnovano 2000. godine
- La Maison du Concert, staro gradsko kazalište iz 18. stoljeća
- Le théâtre du Pommier, malo kazalište spojeno s kulturnim centrom i kazališnom školom
- La Case à Choc, koncertna dvorana za modernu glazbu

### Festivali i događanja
- Festival berbe, slavi se od 1902. godine i najpopularniji je događaj u gradu
- Buskers Festival, festival ulične glazbe
- Festi'neuch, glazbeni festival na otvorenom
- Međunarodni filmski festival fantastike
- Međunarodni festival korske glazbe
- Festival de Courgemétrage, filmski festival
- Festival suvremenog plesa
- Međunarodni festival filmova religijske tematike
- Festival Médecins du Monde, festival rock i elektronske glazbe
- Festival Horizon, festival rock glazbe
- La Superette, festival elektronske glazbe
- Međunarodni festival marioneta

### Turizam
Turizam u regiju i grad dolazi drugom polovinom 19. stoljeća.
Urarske teme
Neuchâtel je dio Watch Valley, zemlja preciznosti od 2000. godine. Watch Valley je mreža švicarskih gradova koji su turistički zanimljivi po urarstvu. Neuchâtel je jedna od etapa i „Ceste urarstva“ (Route de l'horlogerie) koja prolazi i kroz Ženevu i Basel, te jedna od etapa „Mikrotehničke ceste“ (Route des microtechniques) koja ide od Berna prema Besançonu i prolazi kroz tri najveća grada kantona Neuchâtel.
Hoteli
U Neuchâtelu se nalaze dva hotela s pet zvjezdica: 
- Hotel Beau-Rivage, na Trgu Mont-Blanc, u zgradi iz 1863.;
- Hotel Palafitte, sagrađen 2001. na obali jezera za Expo.02.

## Obrazovanje
Sveučilište u Neuchâtelu
Bivša Akademija u Neuchâtelu postaje sveučilište 1909. godine U sklopu Sveučilišta u Neuchâtelu nalazi se pet fakulteta : filozofija i društvene znanosti, prirodne znanosti, pravo, wkonomija i teologija.
Specijalizirane visoke škole
- Haute école spécialisée de Suisse occidentale (HES-SO) škola orijentirana na tehnička zanimanja.
- Haute école Arc (Neuchâtel Berne Jura) - Gestion[24] poduzetništvo, ekonomija i menadžment.
- Haute école Neuchâtel Berne Jura (BeJuNe) - Santé[24] medicinska škola.
- 'École Supérieure du canton de Neuchâtel (ESCN) tehničke znanosti i tečajevi.[25]

Centar za istraživanja
- Švicarski centar za elektroniku i mikrotehniku (Centre Suisse d'Électronique et de Microtechnique) je centar osnovan uz potporu konfederacije, a zadužen je za istraživanje novih tehnologija i njihovu direktnu industrijsku primjenu.

## Sport
Momčadi
- nogomet : Neuchâtel Xamax
- košarka : Union Neuchâtel et Neuchâtel Université
- hokej na ledu: Neuchâtel-Sports Young Sprinters HC
- rukomet : Handball Neuchâtel
- rugby : Neuchâtel-Sport Rugby-Club
- američki nogomet : Neuchâtel Knights
- plivanje, vaterpolo, sinkronizirano plivanje : Red-Fish Neuchâtel
- atletika : CEP Cortaillod
- curling : Neuchâtel-Sport
- odbojka : NUC (Neuchâtel Université Club Volley-ball)

Natjecanja
- Neuchâtel-Trophy, međunarodno natjecanje u umjetničkom klizanju

## Vanjske poveznice
- (fr.)Grad Neuchâtel
- (fr.)Kanton Neuchâtel